# Cijena
Cijena je vrijednosni izraz neke robe ili usluge. Cijene koordiniraju odluke proizvođača i potrošača na tržištu robâ i uslugâ. 
U načelu, porast cijene povećava ponudu odnosno potiču proizvodnju. Niže cijene u načelu povećavaju potrošnju.
Cijena je točno određena svota novca ili nečega drugoga što se traži u zamjenu za proizvod/uslugu.
Cijena je iznos novca koji se traži za proizvod ili uslugu, odnosno zbroj vrijednosti koje kupci razmjenjuju za koristi od posjedovanja ili uporabe proizvoda ili usluge.

## Cijene na slobodnom tržištu
Cijena je novčani iznos koji je potrebno dati da bi se kupila neka roba. Na slobodnom tržištu cijena se formira na osnovu ponude i potražnje. Cijena (C) je jednaka ili manja od   vrijednosti    (V), odnosno veća ili jednaka troškovima (T). Kupci kojima roba vrijedi manje od cijene neće je kupovati, a proizvođači koji ne mogu zaraditi prodajom proizvoda nemaju interes proizvoditi ga.
T  =<   C   =<   V  
Na slobodnom tržištu povećanjem cijene pada potražnja i to je osnovni ekonomski zakon.
Postoje i izuzeci od tog pravila kod inferiornih tj. osnovnih dobara (Giffenov paradoks). Npr. ako dođe do velikog porasta cijene kruha, potražnja za kruhom može porasti zbog tog što ljudi nemaju dovoljno novca za kupnju supstituta više kvalitete. Ovo nastaje samo kod apsolutno inferiornih dobara tj. dobara čija potražnja pada s porastom dohotka i kod kojih je efekt dohotka velik.
Cijena robe koju traži ponuditelj robe uvijek je veća, ili jednaka njegovim troškovima proizvodnje. Isto tako, cijena robe je jednaka, ili manja od vrijednosti te robe za pojedinog kupca. Ako na tržištu postoji više konkurentskih prodavatelja i više kupaca cijena se formira na tržištu. Proizvođači koji imaju troškove proizvodnje veće od te tržišne cijene, mogu nastaviti prodaju samo uz gubitak. Kupcima, isto tako, svaka roba u određenom trenutku vrijedi određeni iznos, a oni kojima roba vrijedi manje od cijene neće je kupovati. Razlika koju prodavač ostvari između ukupnih troškova i cijene je profit, a razlika koju kupci ostvare između njima poznate vrijednosti i cijene je korisnički višak. 
Svaki kupac je spreman za potrebnu količinu robe dati određenu količinu novca, a to je za njega vrijednost te robe. Ako nađe robu čija je cijena manja ili jednaka toj procijenjenoj vrijednosti on će robu kupiti. Ovo ekonomsko pravilo zove se zakon vrijednosti.  On nam objašnjava zašto kupac nastoji kupiti robu po nižoj cijeni, s tim što, u svakom trenutku, postoji maksimalna cijena, tj. vrijednost, iznad koje on neće kupovati potrebnu količinu neke robe. 

## Administrativne cijene
U administrativnim privredama gdje država određuje cijene moguća su dva slučaja:
- Administrativna cijena je veća od tržišne.  Tada ponuda raste a potražnja pada. Rezultat je gomilanje zaliha i rasprodaja robe po cijeni ispod propisane.

- Mnogo češći slučaj je da su cijene manje od tržišnih.

Rezultat ovoga je pad ponude, nestašica robe, redovi pred trgovinama, pojava nove robe koja je minimalno izmijenjena ali s novom cijenom, prodaja preko veze,  korupcija društva, pojava ilegalnog tržišta itd. Ovakvim načinom određivanja cijena politički demagozi tobože pomažu sirotinju, a stvarni rezultat je smanjena proizvodnja zbog nemotiviranosti, i bogaćenje pojedinaca s dobrim političkim vezama koji mogu nabaviti veću količinu robe i ilegalno je prodavati po višim cijenama.

## Vanjske poveznice
Osnove globalnog gospodarstva,   autor Tihomir Čuljak  Arhivirana inačica izvorne stranice od 30. srpnja 2013. (Wayback Machine)